# IC 630
IC 630 је лентикуларна галаксија у сазвјежђу Секстант која се налази на листи објеката дубоког неба у Индекс каталогу.
Деклинација објекта је - 7° 10' 14" а ректасцензија 10h 38m 33,9s. Привидна величина (магнитуда) објекта IC 630 износи 12,5 а фотографска магнитуда 13,5. IC 630 је још познат и под ознакама MCG -1-27-29, MK 1259, PGC 31636.